# Roberto Rosso (terrorista)
Roberto Rosso (1949) è un ex terrorista italiano. Militante dell'organizzazione armata Prima Linea, Rosso appartenne al gruppo fondatore dell'organizzazione armata e viene considerato l'ispiratore ideologico della formazione. 

## Biografia
Proveniente da un ambiente familiare laico e progressista, frequentò con profitto il liceo e la Gioventù Studentesca di don Giussani, prima di approdare alla lotta armata. Nei mesi di aprile e maggio 1977 a San Michele a Torri, presso Firenze costituì il “comando nazionale” di Prima Linea insieme a Sergio Segio, Marco Donat-Cattin, e Bruno La Ronga. Venne arrestato il 4 dicembre 1980 nell'ambito di una serie di azioni di polizia estese a livello nazionale, e successivamente recluso nel carcere di Torino. Dopo aver messo in discussione il suo precedente approccio ideologico alla questione politica nazionale, che portò alla fondazione di Prima Linea e alle relative attività eversive, rinnega il suo passato terrorista e assieme ad altri ex-aderenti si iscrive, nel 1987, al Partito Radicale.